# Ophion nigricans
Ophion nigricans là một loài tò vò trong họ Ichneumonidae.